# Sleepers (Film)
Sleepers ist ein US-amerikanisches Filmdrama aus dem Jahr 1996, basierend auf dem gleichnamigen Roman von Lorenzo Carcaterra. Der Begriff Sleepers, so wird es an einer Stelle im Film selbst erklärt, steht im Gossenjargon für Personen, die in einer Jugendstrafanstalt waren.

## Handlung

### Teil 1
Shakes, Tommy, Michael und John wachsen in den 1960er Jahren in Hell’s Kitchen auf, einem überwiegend von häufig arbeitslosen Einwanderern bevölkerten Viertel im Stadtbezirk Manhattan von New York City. Die vier unzertrennlichen Freunde stammen überwiegend aus zerrütteten Familien aus der Arbeiterklasse und erwarten nicht viel vom Leben. Dem katholischen Priester Pater Bobby liegen die Jungen sehr am Herzen, er versucht ihnen Werte zu vermitteln und ihre Begabungen zu fördern. Sie schätzen ihn als väterlichen Freund und verdienen sich als Messdiener etwas dazu, übernehmen aber auch Kurierdienste für den lokalen Mafia-Boss King Benny.
An einem heißen Tag im Sommer 1967 beschließen sie aus Langeweile, einen Hotdog-Verkäufer zu bestehlen. Shakes bestellt einen Hotdog und rennt damit fort, ohne zu bezahlen. Während der Verkäufer ihn verfolgt, entführen die anderen den verlassenen Hotdog-Wagen. Doch da sie dessen Gewicht unterschätzen, stürzt der Wagen eine U-Bahn-Treppe hinunter und verletzt einen Passanten lebensgefährlich. Trotz ihrer Reue und der Fürsprache von Pater Bobby werden die Jungen zu Freiheitsstrafen zwischen 6 und 18 Monaten im Wilkinson-Heim für jugendliche Straftäter verurteilt.
Im Wilkinson-Heim werden die inhaftierten Jungen von vier sadistischen Aufsehern – Sean Nokes, Henry Addison, Ralph Ferguson und Adam Styler – systematisch gedemütigt, verprügelt, gefoltert und vergewaltigt. Ihren Angehörigen und Pater Bobby, der sie jeden Monat besucht, sagen sie aus Scham und Angst nichts davon. Als eines Tages ein Footballspiel der Inhaftierten gegen die Wächter angesetzt wird, möchten die Jungen es ihren Aufsehern spielerisch heimzahlen. Sie überreden den ausgezeichneten Spieler Rizzo, der die Haft nur reibungslos hinter sich bringen will, zum Mitmachen und gewinnen nach einem harten und unfairen Spiel sogar knapp. Aus Wut darüber wird Rizzo von den vier Wächtern zu Tode geprügelt; Shakes, Tommy, Michael und John kommen in Einzelhaft. Shakes möchte nach seiner Entlassung das Erlebte publik machen, doch da die anderen drei mit niemandem darüber sprechen möchten, vereinbaren sie Stillschweigen. In Shakes’ letzter Nacht vor der Entlassung werden alle vier noch einmal besonders brutal von Nokes und seinen Kollegen misshandelt.

### Teil 2
Der zweite Teil des Films beginnt 13 Jahre später, im Herbst 1981. Shakes ist Journalist bei der New York Times (zuständig fürs Fernsehprogramm), Michael ist stellvertretender Staatsanwalt. Tommy und John dagegen gelten als gefährlichste Angehörige der Verbrecherbande West Side Boys und haben schon einige Morde begangen. Zufällig treffen diese zwei eines Abends auf Sean Nokes. Als sie sich ihm namentlich vorstellen, erkennt er sie zwar, doch er beschönigt die Vorgänge und verhöhnt die beiden weiterhin. Sie erschießen ihn und werden wegen des Mordes vor Gericht gestellt. Michael übernimmt die Anklage in der Absicht, den Fall zu verlieren, um seine Freunde zu retten. Deshalb entwirft er auch die Strategie der Verteidigung, die von dem heruntergekommenen und alkoholkranken Anwalt Snyder, den King Benny für diesen Zweck als Strohmann engagiert hat, im Gerichtssaal inszeniert wird (er liest von Michaels Skript ab). Michael übergibt Shakes umfangreiche Informationen über die ehemaligen Aufseher, die er in jahrelanger Arbeit gesammelt hat. Auch Carol, eine Freundin aus Kindestagen und nun Sozialarbeiterin, hilft mit ihren Kontakten und Kenntnissen. Sie war früher mit Michael zusammen gewesen, später dann mit John.
Als klar wird, dass Michael einen Entlastungszeugen braucht, sucht Shakes Pater Bobby auf, der sich zunächst weigert, eine Falschaussage unter Eid zu machen. Darauf entschließt sich Shakes, ihm und der ebenfalls anwesenden Carol gegen ihre Vereinbarung ausführlich von den Vorgängen im Wilkinson-Heim zu erzählen. Carol versteht darauf Shakes’ Schüchternheit, und ihr wird auch klar, warum ihre Beziehung mit Michael scheitern musste.
Nun rächen sich die vier Freunde auch an ihren anderen drei Peinigern. Michael ruft Ralph Ferguson, dem er nichts nachweisen kann, in den Zeugenstand, angeblich als Leumundszeugen für Nokes, tatsächlich aber lässt er ihn durch Snyder im Kreuzverhör mit den Vorkommnissen im Heim konfrontieren. Ferguson, davon überrumpelt, gesteht unter Tränen. Der Polizist Styler wird mit Hilfe interner Informationen und manipulierter Beweismittel wegen Mordes und Korruption vor Gericht gestellt. Addison, der eine hohe Position im Bürgermeisteramt innehat und immer noch Kinder missbraucht, wird von Rizzos älterem Bruder, einem Gangster und Drogendealer, gefoltert und ermordet, nachdem dieser die Wahrheit über Rizzos Tod erfahren hat.
Nach langem Zögern ist Pater Bobby zur Mithilfe bereit und sagt unter Eid aus, am Abend der Tat mit Tommy und John bei einem Basketballspiel gewesen zu sein. Als Beleg weist er drei Tickets vor. Aufgrund dieser Aussage werden die beiden Angeklagten freigesprochen.
Einen Monat später treffen sich die fünf Freunde John, Tommy, Michael, Shakes und Carol ein letztes Mal und feiern ihren Erfolg. Danach sehen sie sich nie mehr wieder. John stirbt 1984 an schwarzgebranntem Schnaps, Tommy wird zwei Jahre später erschossen. Michael schlägt Shakes’ Angebot aus, künftig als Strafverteidiger für die West Side Boys zu arbeiten, er zieht nach England, wird Teilzeit-Tischler und heiratet nie. Shakes arbeitet weiter bei der New York Times. Carol bleibt Sozialarbeiterin und bekommt einen Sohn, den sie nach ihren Freunden John Tommy Michael Martinez nennt und Shakes ruft.

## Hintergrund
Bereits am Anfang des Films wird betont, dass es sich um eine wahre Geschichte handelt, dies ist auch der Einleitung von Lorenzo Carcaterras Roman zu entnehmen. Im Abspann des Films wird jedoch darauf hingewiesen, dass die New Yorker Strafverfolgungsbehörden ausdrücklich betonen, dass es diesen Fall nie gegeben hat. Auch waren nie weitere Belege aufzufinden. Als letztes wird ebenso darauf hingewiesen, dass Carcaterra zwar die Namen und Orte geändert hat, aber zur Wahrheit seiner Story steht.

## Kritiken
„Barry Levinson drehte ein beeindruckend gespieltes und inszeniertes Drama, das auf wahren Begebenheiten beruht. Besonders gut: die Gastauftritte von De Niro als Priester, Hoffman als versoffener Anwalt und Gassman als Mafioso.“

„Der unausgewogene Film verrennt sich nach einer anfänglich stimmigen Milieubeschreibung in eine schwerhändige Elegie auf die verlorene Unschuld und verspielt bei der absurd konstruierten Racheaktion im Gerichtssaal jede Glaubwürdigkeit. Auch stilistisch denkbar uneinheitlich.“

## Auszeichnungen (Auswahl)
Der Film wurde 1997 für einen Oscar in der Kategorie Beste Filmmusik (John Williams) nominiert. Außerdem wurden sowohl Brad Renfro (Michael) als auch Joseph Perrino (Shakes) für jeweils einen Young Artist Award (Kategorie: Bester Jungdarsteller in einem Drama) nominiert. Geoffrey Wigdor (John) wurde darüber hinaus in der Kategorie Beste Leistung in einem Spielfilm - Bester Nebendarsteller nominiert.
Die Deutsche Film- und Medienbewertung FBW in Wiesbaden verlieh dem Film das Prädikat besonders wertvoll.

## Trivia
- Am Anfang des Films erzählt Shakes’ Vater, dass King Benny für Lucky Luciano gearbeitet habe. Außerdem werden Dutch Schultz und Albert Anastasia erwähnt.
- Im Film erwähnen zwei Kneipenbesucher eine Rede Ronald Reagans, der Anfang 1981 gerade sein Präsidentenamt angetreten hatte. Tommy und John weisen sie darauf hin, dass Republikaner in Hell’s Kitchen nicht willkommen seien.
- Der Film wurde u. a. in Brooklyn und in Manhattan (beides in New York City) gedreht.[5]
- Das Fairfield Hills Hospital in Newtown, Connecticut diente als Wilkinson Home for Boys.[5]
- Das Restaurant McHale’s (750 8th Avenue bei der 46 Street, Manhattan) war Kulisse des Mordes.[5]
- Die Most Holy Trinity Church, Williamsburg, Brooklyn und das Yonkers Courthouse in Yonkers, New York, waren ebenfalls Drehorte.[5]
- Der Schauspieler Robert De Niro, der Pater Bobby spielt, stammt selbst aus Hell’s Kitchen.
- Emilio Estevez wurde für die Rolle des John Riley gecastet, war jedoch in diesem Jahr bereits in drei Filmen involviert. Sandra Bullock wurde außerdem für die Rolle der Carol gecastet, war jedoch bereits in dem Film Die Jury involviert und wurde daher durch Minnie Driver ersetzt.[6]